# Pandelela Pamg
Pandelela Rinong anak Pamg (anak signifie enfant de) est une plongeuse malaisienne née le 2 mars 1993. Elle remporte la médaille de bronze aux championnats du monde de Rome de 2009 au plongeon synchronisé à 10m avec Leong Mun Yee. En 2012 aux Jeux olympiques à Londres, elle remporte la médaille de bronze au plongeon à 10 m. C'est une Bumiputera du Sarawak.

## Palmarès

### Jeux olympiques
- Jeux olympiques de 2012 à Londres  Royaume-Uni :
  -  Médaille de bronze au plongeon à 10m.
- Jeux olympiques de 2016 à Rio de Janeiro  Brésil :
  -  Médaille d'argent au plongeon synchronisé à 10 m (avec Cheong Jun Hoong).

### Championnats du monde
- Championnats du monde de 2009 à Rome  Italie :
  -  Médaille de bronze au plongeon synchronisé à 10 m (avec Leong Mun Yee).
- Championnats du monde 2013 à Barcelone  Espagne :
  -  Médaille de bronze au plongeon synchronisé à 10 m (avec Leong Mun Yee).
- Championnats du monde 2015 à Kazan  Russie :
  -  Médaille de bronze au plongeon à 10m.

- Championnats du monde 2017 à Budapest  Hongrie :
  -  Médaille de bronze au plongeon synchronisé à 10 m (avec Cheong Jun Hoong).

### Jeux asiatiques
- Jeux asiatiques de 2010 à Canton  Chine :
  -  Médaille d'argent au plongeon synchronisé à 10 m (avec Leong Mun Yee).
  -  Médaille de bronze au plongeon synchronisé à 10 m (avec Leong Mun Yee).
  -  Médaille de bronze au plongeon à 10m.

### Jeux du Commonwealth
- Jeux du Commonwealth de 2010 à New Delhi  Inde :
  -  Médaille d'or au plongeon à 10m.
  -  Médaille d'argent au plongeon synchronisé à 10 m (avec Leong Mun Yee).
- Jeux du Commonwealth de 2014 à Glasgow  Royaume-Uni :
  -  Médaille d'argent au plongeon à 10m.
  -  Médaille de bronze au plongeon synchronisé à 10 m (avec Nur Dhabitah Sabri).

### Jeux olympiques de la jeunesse
- Jeux olympiques de la jeunesse d'été de 2010 à Singapour  Singapour :
  -  Médaille d'argent au plongeon à 3m.
  -  Médaille d'argent au plongeon à 10m.